# Василий Комвопулос
Василий (на гръцки: Βασίλειος, Василиос) е гръцки духовник, митрополит на Вселенската патриаршия. Автор е на богословски трудове.

## Биография
Роден 12 март 1877 година в Синоп със светското име Комвопулос (Κομβόπουλος). Завършва училище в родния си град и работи в продължение на пет години в търговията на баща си. На 18-годишна възраст заминава за Цариград и продължава обучението си във Великата народна школа. Завършва с отличие и след това се записва в Богословския факултет на Атинския университет, от който в 1904 година получава титлата „доктор по теология“.
През 1905 г. е ръкоположен за дякон от епископ Кирил Митилински. През 1908 г. става протосингел на Митилинската митрополия. Управлява митрополията в 1910 – 1912 година, когато епископът участва в Синода в Цариград.
На 19 август 1914 година е ръкоположен за викарен епископ на Митилинската митрополия с титлата христуполски, а на 2 декември 1916 година е избран за митимнийски митрополит, но правителството на Гърция осуетява преместването му в Митимнийската митрополия, тъй като Василий е роялист.
Остава на поста в Митилини до 1922 година, когато патриарх Мелетий IV Константинополски го прехвърля за митрополит на Халдия. Василий не приема прехвърлянето, подава оставка и заминава за САЩ. По искане на митрополит Александър Американски Вселенската патриаршия със синодален акт на 19 септември 1923 г. забранява на Василий да свещенодейства и му нарежда да се върне в Атина. Василий не се подчинява на заповедта и с подкрепата на представители на 13 общини се обявява за лидер на „Автокефална гръцка православна църква на Съединените щати и Канада“. След ново обръщение на Александър Американски от 13 февруари 1924, на 10 май 1924 година Синодът на Вселенската патриаршия го уволнява. Уволнението му е потвърдено от патриарх Константин VII Константинополски.
В 1930 година, когато Дамаскин Коринтски става патриаршески екзарх в САЩ, за да умиротвори гръцката православна диаспора. Василий се покайва и свещеническите права на Василий са възстановени - той се връща в Халдийска епархия, а по-късно е избран за митрополит на Драма.
Василий остава на престола в Драма до смъртта си в 1941 година. В 1938 година към митрополията е присъединена Неврокопска епархия. В 1938 година Василий е предложен за атински архиепископ.